# Kokstad
Kokstad è un centro abitato del Sudafrica, situato nella provincia del KwaZulu-Natal.